# 18841 Грушка
18841 Грушка (18841 Hruška) — астероїд головного поясу, відкритий 6 вересня 1999 року.
Тіссеранів параметр щодо Юпітера — 3,366.